# وست استیتون (اورگن)
وست استیتون (به انگلیسی: West Stayton) یک منطقهٔ مسکونی در ایالات متحده آمریکا است که در شهرستان ماریون، اورگن واقع شده‌است.